# Белобережская (платформа)
Белобере́жская — железнодорожная платформа на линии Брянск-Орёл, расположенная в 3 км к югу от Белобережской пустыни.
Единственный железнодорожный путь электрифицирован. Имеется навес, освещение.
Ежедневно через платформу следует по 5-6 пригородных поездов в каждом направлении (остановка по требованию).
Рядом с платформой расположен железнодорожный переезд без шлагбаума.
В начале XX века при платформе возник небольшой посёлок, от которого в настоящее время осталось 2 дома.

## Достопримечательности
К северу от платформы расположены мемориальный комплекс «Партизанская поляна» и старинный монастырь «Белобережская пустынь» (почти полностью разрушен в годы Советской власти, сейчас восстанавливается). К югу — посёлок учебно-опытного лесничества БГИТА с интересным дендросадом (открыт для свободного посещения).